# 亚斯沃
亚斯沃（波蘭語：Jasło），是波兰东南部喀尔巴阡山省的一个镇，海拔320米，约有37,343人口。第二次世界大战期间曾被彻底摧毁。

## 友好城市
- 匈牙利毛科
- 捷克霍多宁
- 斯洛伐克特雷比绍夫
- 意大利坎波萨姆皮耶罗
- 斯洛伐克巴尔代约夫
- 捷克布拉格
- 乌克兰特鲁斯卡维茨